# Nagy-Britannia az 1976. évi nyári olimpiai játékokon
Nagy-Britannia a kanadai Montréalban megrendezett 1976. évi nyári olimpiai játékok egyik részt vevő nemzete volt. Az országot az olimpián 17 sportágban 242 sportoló képviselte, akik összesen 13 érmet szereztek.

## Érmesek
| Érem  | Versenyző | Sportág      | Versenyszám                |
| ----- | --- | ------------ | -------------------------- |
| Arany | Jeremy Fox Danny Nightingale Adrian Parker                                                                                         | Öttusa       | Csapat                     |
| Arany | David Wilkie | Úszás        | Férfi 200 m mell           |
| Arany | John Osborn Reginald White | Vitorlázás   | Tornádó                    |
| Ezüst | Keith Remfry | Cselgáncs    | Férfi nyílt                |
| Ezüst | Chris Baillieu Michael Hart | Evezés       | Férfi kétpárevezős         |
| Ezüst | James Clark Timothy Crooks Richard Lester Hugh Matheson David Maxwell Leonard Robertson Fred Smallbone Patrick Sweeney John Yallop | Evezés       | Férfi nyolcas              |
| Ezüst | David Wilkie | Úszás        | Férfi 100 m mell           |
| Ezüst | Julian Brooke-Houghton Rodney Pattisson                                                                                            | Vitorlázás   | Repülő hollandi            |
| Bronz | Brendan Foster | Atlétika     | Férfi 10 000 m             |
| Bronz | David Starbrook | Cselgáncs    | Férfi félnehézsúly         |
| Bronz | Ian Banbury Michael Bennett Robin Croker Ian Hallam                                                                                | Kerékpározás | Férfi csapat üldözőverseny |
| Bronz | Patrick Cowdell | Ökölvívás    | Harmatsúly                 |
| Bronz | Brian Brinkley Gordon Downie David Dunne Alan McClatchey                                                                           | Úszás        | Férfi 4 × 200 m gyorsváltó |

## Atlétika
Férfi
| Versenyző                                            | Versenyszám     | Előfutam      | Előfutam      | Előfutam      | Negyeddöntő | Negyeddöntő | Negyeddöntő | Elődöntő | Elődöntő | Elődöntő | Döntő    | Döntő    |
| Versenyző                                            | Versenyszám     | Idő           | Hely.         | Össz.         | Idő         | Hely.       | Össz.       | Idő      | Hely.    | Össz.    | Idő      | Helyezés |
| ---------------------------------------------------- | --------------- | ------------- | ------------- | ------------- | ----------- | ----------- | ----------- | -------- | -------- | -------- | -------- | -------- |
| Ainsley Bennett                                      | 200 m           | 21,26         | 1.            | 11.           | 21,07       | 3.          | 13.*        | 21,52    | 8.       | 16.      | kiesett  | kiesett  |
| Glen Cohen                                           | 400 m           | 47,77         | 2.            | 28.           | 47,67       | 7.          | 26.         | kiesett  | kiesett  | kiesett  | kiesett  | kiesett  |
| David Jenkins                                        | 400 m           | 46,60         | 1.            | 8.            | 46,18       | 2.          | 8.          | 45,20    | 2.       | 3.       | 45,57    | 7.       |
| Frank Clement                                        | 800 m           | 1:47,51       | 1.            | 10.           |             |             |             | 1:48,28  | 8.       | 15.      | kiesett  | kiesett  |
| Frank Clement                                        | 1500 m          | 3:37,53       | 2.            | 2.            |             |             |             | 3:38,92  | 4.       | 4.       | 3:39,65  | 5.       |
| Dave Moorcroft                                       | 1500 m          | 3:40,69       | 2.            | 18.           |             |             |             | 3:39,88  | 3.       | 8.       | 3:40,94  | 7.       |
| Steve Ovett                                          | 1500 m          | 3:37,89       | 1.            | 3.            |             |             |             | 3:40,34  | 6.       | 11.      | kiesett  | kiesett  |
| Steve Ovett                                          | 800 m           | 1:48,27       | 1.            | 17.           |             |             |             | 1:46,14  | 3.       | 3.       | 1:45,44  | 5.       |
| Dave Black                                           | 5000 m          | 13:39,37      | 9.            | 19.           |             |             |             |          |          |          | kiesett  | kiesett  |
| Ian Stewart                                          | 5000 m          | 13:45,94      | 4.            | 26.           |             |             |             |          |          |          | 13:27,65 | 7.       |
| Brendan Foster                                       | 5000 m          | 13:20,34      | 1.            | 1.            |             |             |             |          |          |          | 13:26,19 | 5.       |
| Brendan Foster                                       | 10 000 m        | 28:22,19      | 2.            | 14.           |             |             |             |          |          |          | 27:54,92 |          |
| Bernie Ford                                          | 10 000 m        | 28:17,26      | 6.            | 10.           |             |             |             |          |          |          | 28:17,78 | 8.       |
| Tony Simmons                                         | 10 000 m        | 28:01,82      | 1.            | 1.            |             |             |             |          |          |          | 27:56,26 | 4.       |
| Berwyn Price                                         | 110 m gát       | 13,82         | 2.            | 6.            |             |             |             | 13,78    | 5.       | 10.      | kiesett  | kiesett  |
| Alan Pascoe                                          | 400 m gát       | 51,66         | 2.            | 14.           |             |             |             | 49,95    | 4.       | 5.       | 51,29    | 8.       |
| John Bicourt                                         | 3000 m akadály  | 8:35,71       | 8.            | 16.           |             |             |             |          |          |          | kiesett  | kiesett  |
| Dennis Coates                                        | 3000 m akadály  | 8:18,95       | 1.            | 2.            |             |             |             |          |          |          | 8:22,99  | 9.       |
| Tony Staynings                                       | 3000 m akadály  | 8:29,21       | 6.            | 11.           |             |             |             |          |          |          | 8:33,66  | 11.      |
| Keith Angus                                          | Maraton         |               |               |               |             |             |             |          |          |          | 2:22:18  | 31.      |
| Jeff Norman                                          | Maraton         |               |               |               |             |             |             |          |          |          | 2:20:04  | 26.      |
| Barrington Watson                                    | Maraton         |               |               |               |             |             |             |          |          |          | 2:28:32  | 45.      |
| Brian Adams                                          | 20 km gyaloglás |               |               |               |             |             |             |          |          |          | 1:30:46  | 11.      |
| Olly Flynn                                           | 20 km gyaloglás |               |               |               |             |             |             |          |          |          | 1:31:42  | 14.      |
| Paul Nihill                                          | 20 km gyaloglás |               |               |               |             |             |             |          |          |          | 1:36:40  | 30.      |
| Ainsley Bennett Glen Cohen David Jenkins Alan Pascoe | 4 × 400 m váltó | nem ért célba | nem ért célba | nem ért célba |             |             |             |          |          |          | kiesett  | kiesett  |

| Versenyző       | Versenyszám   | Selejtező                | Selejtező                | Döntő    | Döntő    |
| Versenyző       | Versenyszám   | Eredmény                 | Helyezés                 | Eredmény | Helyezés |
| --------------- | ------------- | ------------------------ | ------------------------ | -------- | -------- |
| Brian Hooper    | Rúdugrás      | 510 cm                   | 18.                      | 500 cm   | 16.      |
| Jeff Gutteridge | Rúdugrás      | 480 cm                   | 24.                      | kiesett  | kiesett  |
| Roy Mitchell    | Távolugrás    | 769 cm                   | 15.                      | kiesett  | kiesett  |
| Aston Moore     | Hármasugrás   | érvényes kísérlet nélkül | érvényes kísérlet nélkül | kiesett  | kiesett  |
| Geoff Capes     | Súlylökés     | 20,40 m                  | 3.                       | 20,36 m  | 6.       |
| Peter Tancred   | Diszkoszvetés | 55,50 m                  | 25.                      | kiesett  | kiesett  |
| Chris Black     | Kalapácsvetés | 70,76 m                  | 5.*                      | 73,18 m  | 7.       |
| Paul Dickenson  | Kalapácsvetés | 68,52 m                  | 14.                      | kiesett  | kiesett  |

| Versenyző      | Versenyszám | 100 m | 100 m | Távolugrás | Távolugrás | Súlylökés | Súlylökés | Magasugrás | Magasugrás | 400 m | 400 m | 110 m gát | 110 m gát | Diszkoszvetés | Diszkoszvetés | Rúdugrás | Rúdugrás | Gerelyhajítás | Gerelyhajítás | 1500 m  | 1500 m | Végeredmény | Végeredmény |
| Versenyző      | Versenyszám | Idő   | Pont  | Eredmény   | Pont       | Eredmény  | Pont      | Eredmény   | Pont       | Idő   | Pont  | Idő       | Pont      | Eredmény      | Pont          | Eredmény | Pont     | Eredmény      | Pont          | Idő     | Pont   | Pont        | Helyezés    |
| -------------- | ----------- | ----- | ----- | ---------- | ---------- | --------- | --------- | ---------- | ---------- | ----- | ----- | --------- | --------- | ------------- | ------------- | -------- | -------- | ------------- | ------------- | ------- | ------ | ----------- | ----------- |
| Daley Thompson | Tízpróba    | 10,79 | 908   | 719 cm     | 859        | 13,10 m   | 673       | 191 cm     | 723        | 48,15 | 902   | 15,98     | 735       | 36,36 m       | 591           | 420 cm   | 673      | 45,18 m       | 518           | 4:29,55 | 748    | 7330        | 18.         |

Női
| Versenyző                                                          | Versenyszám     | Előfutam | Előfutam | Előfutam | Negyeddöntő | Negyeddöntő | Negyeddöntő | Elődöntő | Elődöntő | Elődöntő | Döntő   | Döntő    |
| Versenyző                                                          | Versenyszám     | Idő      | Hely.    | Össz.    | Idő         | Hely.       | Össz.       | Idő      | Hely.    | Össz.    | Idő     | Helyezés |
| ------------------------------------------------------------------ | --------------- | -------- | -------- | -------- | ----------- | ----------- | ----------- | -------- | -------- | -------- | ------- | -------- |
| Lorna Boothe                                                       | 100 m gát       | 13,69    | 4.       | 16.      |             |             |             | 13,73    | 8.       | 13.      | kiesett | kiesett  |
| Sharon Colyear-Danville                                            | 100 m gát       | 13,18    | 3.       | 8.       |             |             |             | 17,32    | 7.       | 15.      | kiesett | kiesett  |
| Sharon Colyear-Danville                                            | 100 m           | 11,47    | 5.       | 16.**    | 11,51       | 5.          | 17.*        | kiesett  | kiesett  | kiesett  | kiesett | kiesett  |
| Andrea Lynch                                                       | 100 m           | 11,40    | 2.       | 12.*     | 11,36       | 3.          | 10.         | 11,28    | 4.       | 7.       | 11,32   | 7.       |
| Beverley Goddard                                                   | 200 m           | 23,64    | 6.       | 22.      | 23,74       | 6.          | 21.         | kiesett  | kiesett  | kiesett  | kiesett | kiesett  |
| Helen Golden                                                       | 200 m           | 23,77    | 6.       | 24.      | 23,94       | 6.          | 24.         | kiesett  | kiesett  | kiesett  | kiesett | kiesett  |
| Verona Bernard-Elder                                               | 400 m           | 52,60    | 2.       | 11.      | 52,70       | 5.          | 21.         | kiesett  | kiesett  | kiesett  | kiesett | kiesett  |
| Donna Murray-Hartley                                               | 400 m           | 52,75    | 2.       | 14.*     | 52,29       | 5.          | 17.         | kiesett  | kiesett  | kiesett  | kiesett | kiesett  |
| Gladys Taylor                                                      | 400 m           | 53,46    | 5.       | 26.      | 53,14       | 8.          | 24.         | kiesett  | kiesett  | kiesett  | kiesett | kiesett  |
| Liz Barnes                                                         | 800 m           | 2:01,70  | 5.       | 15.      |             |             |             | kiesett  | kiesett  | kiesett  | kiesett | kiesett  |
| Angela Creamer                                                     | 800 m           | 2:03,48  | 4.       | 20.      |             |             |             | kiesett  | kiesett  | kiesett  | kiesett | kiesett  |
| Chris McMeekin                                                     | 800 m           | 2:04,54  | 6.       | 26.*     |             |             |             | kiesett  | kiesett  | kiesett  | kiesett | kiesett  |
| Mary Stewart                                                       | 1500 m          | 4:11,10  | 4.       | 17.      |             |             |             | 4:07,65  | 5.       | 13.      | kiesett | kiesett  |
| Penny Yule                                                         | 1500 m          | 4:13,36  | 5.       | 25.      |             |             |             | kiesett  | kiesett  | kiesett  | kiesett | kiesett  |
| Wendy Clarke Denise Ramsden Sharon Colyear-Danville Andrea Lynch   | 4 × 100 m váltó | 43,44    | 3.       | 4.       |             |             |             |          |          |          | 43,79   | 8.       |
| Liz Barnes Gladys Taylor Verona Bernard-Elder Donna Murray-Hartley | 4 × 400 m váltó | 3:27,09  | 3.       | 7.       |             |             |             |          |          |          | 3:28,01 | 7.       |

| Versenyző       | Versenyszám   | Selejtező                | Selejtező                | Döntő    | Döntő    |
| Versenyző       | Versenyszám   | Eredmény                 | Helyezés                 | Eredmény | Helyezés |
| --------------- | ------------- | ------------------------ | ------------------------ | -------- | -------- |
| Denise Brown    | Magasugrás    | érvényes kísérlet nélkül | érvényes kísérlet nélkül | kiesett  | kiesett  |
| Moira Walls     | Magasugrás    | 170 cm                   | 31.                      | kiesett  | kiesett  |
| Myra Nimmo      | Távolugrás    | 594 cm                   | 24.                      | kiesett  | kiesett  |
| Sue Scott-Reeve | Távolugrás    | 626 cm                   | 9.                       | 627 cm   | 9.       |
| Tessa Sanderson | Gerelyhajítás | 57,18 m                  | 7.                       | 57,00 m  | 10.      |

| Versenyző   | Versenyszám | 100 m gát | 100 m gát | Súlylökés | Súlylökés | Magasugrás | Magasugrás | Távolugrás | Távolugrás | 200 m | 200 m | Végeredmény | Végeredmény |
| Versenyző   | Versenyszám | Idő       | Pont      | Eredmény  | Pont      | Eredmény   | Pont       | Eredmény   | Pont       | Idő   | Pont  | Pont        | Helyezés    |
| ----------- | ----------- | --------- | --------- | --------- | --------- | ---------- | ---------- | ---------- | ---------- | ----- | ----- | ----------- | ----------- |
| Sue Longden | Ötpróba     | 13,91     | 991       | 10,87 m   | 587       | 171 cm     | 867        | 592 cm     | 825        | 24,20 | 962   | 4232        | 12.         |

* - egy másik versenyzővel azonos eredményt/időt ért el

** - négy másik versenyzővel azonos időt ért el

## Birkózás
Szabadfogású
| Versenyző         | Versenyszám | 1. forduló                           | 2. forduló                        | 3. forduló                             | 4. forduló        | 5. forduló        | 6. forduló        | Döntő             | Helyezés    |
| Versenyző         | Versenyszám | Ellenfél Eredmény                    | Ellenfél Eredmény                 | Ellenfél Eredmény                      | Ellenfél Eredmény | Ellenfél Eredmény | Ellenfél Eredmény | Ellenfél Eredmény | Helyezés    |
| ----------------- | ----------- | ------------------------------------ | --------------------------------- | -------------------------------------- | ----------------- | ----------------- | ----------------- | ----------------- | ----------- |
| Amrik Singh Gill  | 57 kg       | Moises López (MEX) · kétvállas       | Jorge Ramos (CUB) · 6-19          | kiesett                                | kiesett           | kiesett           | kiesett           | kiesett           | helyezetlen |
| Kenneth Dawes     | 62 kg       | Sergey Timofeyev (URS) · kétvállas   | Eduard Giray (FRG) · kizárták     | kiesett                                | kiesett           | kiesett           | kiesett           | kiesett           | helyezetlen |
| Joseph Gilligan   | 68 kg       | Sergio Fiszman (ARG) · kétvállas     | Eberhard Probst (GDR) · kétvállas | Gerhard Weisenberger (FRG) · kétvállas | kiesett           | kiesett           | kiesett           | kiesett           | helyezetlen |
| Keith Haward      | 74 kg       | Marin Pîrcălabu (ROU) · kizárták     | Jarmo Övermark (FIN) · kétvállas  | kiesett                                | kiesett           | kiesett           |                   | kiesett           | helyezetlen |
| Anthony Shacklady | 82 kg       | John Peterson (USA) · kétvállas      | Adolf Seger (FRG) · kétvállas     | kiesett                                | kiesett           | kiesett           | kiesett           | kiesett           | helyezetlen |
| Maurice Allan     | 90 kg       | Frank Andersson (SWE) · 4-32         | Ambroise Sarr (SEN) · kétvállas   | Levan Tediasvili (URS) · kétvállas     | kiesett           | kiesett           | kiesett           | kiesett           | helyezetlen |
| Keith Peache      | 100 kg      | Russell Hellickson (USA) · kétvállas | Steve Daniar (CAN) · 6-14         | kiesett                                | kiesett           | kiesett           |                   | kiesett           | helyezetlen |

## Cselgáncs
| Versenyző         | Versenyszám  | Csoport | Selejtező         | 32-es főtábla                         | Nyolcaddöntő                  | Negyeddöntő                       | Elődöntő                   | Vigaszág negyeddöntő | Vigaszág elődöntő                | Bronz- mérkőzés                   | Döntő                   | Helyezés |
| Versenyző         | Versenyszám  | Csoport | Ellenfél Eredmény | Ellenfél Eredmény                     | Ellenfél Eredmény             | Ellenfél Eredmény                 | Ellenfél Eredmény          | Ellenfél Eredmény    | Ellenfél Eredmény                | Ellenfél Eredmény                 | Ellenfél Eredmény       | Helyezés |
| ----------------- | ------------ | ------- | ----------------- | ------------------------------------- | ----------------------------- | --------------------------------- | -------------------------- | -------------------- | -------------------------------- | --------------------------------- | ----------------------- | -------- |
| Connie Alexander  | Könnyűsúly   | A       |                   | Joseph Bost (USA) · GY                | Felice Mariani (ITA) · V      | kiesett                           | kiesett                    |                      |                                  |                                   |                         | 12.      |
| Vaccinuf Morrison | Váltósúly    | A       |                   | Fahad Al-Farhan (KUW) · GY            | Georgi Georgiev (BUL) · V     |                                   |                            |                      | Juan Carlos Rodríguez (ESP) · GY | Patrick Vial (FRA) · V            |                         | 5.       |
| Brian Jacks       | Középsúly    | A       |                   | Ibrahim Muzaffer (KUW) · GY           | Carlos Motta (BRA) · GY       | Slavko Obadov (YUG) · V           | kiesett                    |                      |                                  |                                   |                         | 11.      |
| David Starbrook   | Félnehézsúly | A       | erőnyerő          | Mohamed Zouagh (MAR) · nem vett részt | Jorge Portelli (ARG) · GY     | Jean-Luc Rougé (FRA) · GY         | Ramaz Harsiladze (URS) · V |                      |                                  | Cso Dzsegi (Jo Jae-gi) (KOR) · GY |                         |          |
| Keith Remfry      | Nehézsúly    | A       |                   | Waldemar Zausz (POL) · GY             | Emil Petrunov (BUL) · GY      | Petrovszky Mihály (HUN) · GY      | Szerhij Novikov (URS) · V  |                      |                                  | Endó Szumio (JPN) · V             |                         | 5.       |
| Keith Remfry      | Nyílt        | B       |                   | erőnyerő                              | Günther Neureuther (FRG) · GY | Cso Dzsegi (Jo Jae-gi) (KOR) · GY | Jorge Portelli (ARG) · GY  |                      |                                  |                                   | Uemura Haruki (JPN) · V |          |

## Evezés
Férfi
| Versenyző | Versenyszám              | Előfutam | Előfutam | Vigaszág | Vigaszág | Elődöntő | Elődöntő | Döntő | Döntő   | Döntő | Helyezés |
| Versenyző | Versenyszám              | Idő      | Hely.    | Idő      | Hely.    | Idő      | Hely.    | Típus | Idő     | Hely. | Helyezés |
| --- | ------------------------ | -------- | -------- | -------- | -------- | -------- | -------- | ----- | ------- | ----- | -------- |
| Chris Baillieu Michael Hart | Kétpárevezős             | 6:40,86  | 3.       | erőnyerő | erőnyerő | 6:18,38  | 2.       | A     | 7:15,26 | 2.    |          |
| David Sturge Henry Clay | Kormányos nélküli kettes | 7:04,83  | 4.       | 6:56,12  | 2.       | 6:49,58  | 6.       | B     | 7:36,12 | 6.    | 12.      |
| Neil Christie James MacLeod David Webb (kormányos)                                                                                             | Kormányos kettes         | 7:40,22  | 3.       | erőnyerő | erőnyerő | 7:11,67  | 4.       | B     | 8:06,93 | 1.    | 7.       |
| Andrew Justice Mark Hayter Allan Whitwell Thomas Bishop                                                                                        | Négypárevezős            | 5:58,79  | 4.       | 5:58,68  | 3.       |          |          | B     | 6:32,83 | 3.    | 9.       |
| Neil Keron David Townsend Richard Ayling William Mason                                                                                         | Kormányos nélküli négyes | 6:16,32  | 2.       | erőnyerő | erőnyerő | 6:08,71  | 6.       | B     | 6:53,02 | 6.    | 12.      |
| Richard Lester John Yallop Timothy Crooks Hugh Matheson David Maxwell James Clark Fred Smallbone Leonard Robertson Patrick Sweeney (kormányos) | Nyolcas                  | 5:36,97  | 2.       | 5:40,00  | 1.       |          |          | A     | 6:00,82 | 2.    |          |

Női
| Versenyző                                                                          | Versenyszám              | Előfutam | Előfutam | Vigaszág | Vigaszág | Döntő | Döntő   | Döntő | Helyezés |
| Versenyző                                                                          | Versenyszám              | Idő      | Hely.    | Idő      | Hely.    | Típus | Idő     | Hely. | Helyezés |
| ---------------------------------------------------------------------------------- | ------------------------ | -------- | -------- | -------- | -------- | ----- | ------- | ----- | -------- |
| Linda Clark Beryl Mitchell                                                         | Kormányos nélküli kettes | 3:42,53  | 6.       | 4:02,54  | 4.       | B     | 4:07,99 | 4.    | 10.      |
| Gillian Webb Pauline Bird-Hart Clare Grove Diana Bishop Pauline Wright (kormányos) | Kormányos négyes         | 3:33,90  | 4.       | 3:45,53  | 6.       | B     | 3:47,76 | 2.    | 8.       |

## Íjászat
| Versenyző          | Versenyszám  | 1. forduló | 1. forduló | 2. forduló | 2. forduló | Összesítés | Összesítés |
| Versenyző          | Versenyszám  | Pont       | Hely.      | Pont       | Hely.      | Pont       | Helyezés   |
| ------------------ | ------------ | ---------- | ---------- | ---------- | ---------- | ---------- | ---------- |
| Stewart Littlefair | Férfi egyéni | 1096       | 32.        | 1142       | 30.        | 2238       | 30.        |
| David Pink         | Férfi egyéni | 1126       | 29.        | 1221       | 11.        | 2347       | 21.        |
| Pat Conway         | Női egyéni   | 1131       | 16.        | 1126       | 21.        | 2257       | 21.        |
| Rachel Fenwick     | Női egyéni   | 1095       | 23.        | 1104       | 23.        | 2199       | 23.        |

## Kajak-kenu
Férfi
| Versenyző                                                    | Versenyszám         | Előfutam | Előfutam | Előfutam | Vigaszág | Vigaszág | Vigaszág | Elődöntő | Elődöntő | Elődöntő | Döntő   | Döntő    |
| Versenyző                                                    | Versenyszám         | Idő      | Hely.    | Össz.    | Idő      | Hely.    | Össz.    | Idő      | Hely.    | Össz.    | Idő     | Helyezés |
| ------------------------------------------------------------ | ------------------- | -------- | -------- | -------- | -------- | -------- | -------- | -------- | -------- | -------- | ------- | -------- |
| Doug Parnham                                                 | Kajak egyes 500 m   | 1:58,36  | 3.       | 9.       | erőnyerő | erőnyerő | erőnyerő | 1:56,14  | 3.       | 10.      | 1:50,33 | 8.       |
| Doug Parnham                                                 | Kajak egyes 1000 m  | 3:56,47  | 3.       | 5.       | erőnyerő | erőnyerő | erőnyerő | 3:52,00  | 3.       | 9.       | 3:52,64 | 7.       |
| Stephen Brown Norman Mason                                   | Kajak kettes 1000 m | 3:54,64  | 7.       | 22.      | 3:37,60  | 4.       | 12.      | kiesett  | kiesett  | kiesett  | kiesett | kiesett  |
| Anthony Alan-Williams Brian Haynes John Oliver Alan Williams | Kajak négyes 1000 m | 3:19,36  | 6.       | 17.      | 3:09,62  | 2.       | 3.       | 3:19,32  | 5.       | 15.      | kiesett | kiesett  |
| Willie Reichenstein                                          | Kenu egyes 1000 m   | 4:49,20  | 7.       | 14.      | 4:37,47  | 4.       | 8.       | kiesett  | kiesett  | kiesett  | kiesett | kiesett  |

Női
| Versenyző                      | Versenyszám        | Előfutam | Előfutam | Előfutam | Vigaszág | Vigaszág | Vigaszág | Elődöntő | Elődöntő | Elődöntő | Döntő   | Döntő    |
| Versenyző                      | Versenyszám        | Idő      | Hely.    | Össz.    | Idő      | Hely.    | Össz.    | Idő      | Hely.    | Össz.    | Idő     | Helyezés |
| ------------------------------ | ------------------ | -------- | -------- | -------- | -------- | -------- | -------- | -------- | -------- | -------- | ------- | -------- |
| Sheila Burnett                 | Kajak egyes 500 m  | 2:17,07  | 5.       | 10.      | 2:10,59  | 2.       | 4.       | 2:12,07  | 4.       | 10.      | kiesett | kiesett  |
| Pauline Goodwin Hilary Peacock | Kajak kettes 500 m | 2:00,34  | 6.       | 8.       | 2:01,68  | 3.       | 7.       | 1:59,53  | 4.       | 12.      | kiesett | kiesett  |

## Kerékpározás

### Országúti kerékpározás
Férfi
| Versenyző                                                | Versenyszám     | Idő             | Helyezés      |
| -------------------------------------------------------- | --------------- | --------------- | ------------- |
| Philip Griffiths                                         | Mezőnyverseny   | nem ért célba   | nem ért célba |
| Dudley Hayton                                            | Mezőnyverseny   | 4:54:26 (+7:34) | 43.           |
| Bill Nickson                                             | Mezőnyverseny   | nem ért célba   | nem ért célba |
| Joe Waugh                                                | Mezőnyverseny   | 4:49:01 (+2:09) | 35.           |
| Paul Carbutt Philip Griffiths Dudley Hayton Bill Nickson | Csapat időfutam | 2:13:10 (+4:17) | 6.            |

### Pálya-kerékpározás
Sprintverseny
| Versenyző   | Versenyszám  | 1. forduló                    | 1. forduló | Vigaszág                          | Vigaszág | Nyolcaddöntő                                      | Nyolcaddöntő | Vigaszág selejtező                                    | Vigaszág selejtező | Vigaszág döntő       | Vigaszág döntő | Negyeddöntő          | 5–8. helyért           | 5–8. helyért | Elődöntő             | Döntő                | Helyezés    |
| Versenyző   | Versenyszám  | Ellenfél Győztes idő          | Hely.      | Ellenfél Győztes idő              | Hely.    | Ellenfelek Győztes idő                            | Hely.        | Ellenfelek Győztes idő                                | Hely.              | Ellenfél Győztes idő | Hely.          | Ellenfél Győztes idő | Ellenfelek Győztes idő | Hely.        | Ellenfél Győztes idő | Ellenfél Győztes idő | Helyezés    |
| ----------- | ------------ | ----------------------------- | ---------- | --------------------------------- | -------- | ------------------------------------------------- | ------------ | ----------------------------------------------------- | ------------------ | -------------------- | -------------- | -------------------- | ---------------------- | ------------ | -------------------- | -------------------- | ----------- |
| Trevor Gadd | Férfi egyéni | Xavier Mirander (JAM) · 11,45 | 2.         | Leigh Barczewski (USA) · kizárták | 1.       | Anton Tkáč (TCH) · Gordon Singleton (CAN) · 11,69 | 3.           | Serhiy Kravtsov (URS) · Xavier Mirander (JAM) · 11,31 | 2.                 | kiesett              | kiesett        | kiesett              | kiesett                | kiesett      | kiesett              | kiesett              | helyezetlen |

Időfutam
| Versenyző     | Versenyszám  | Idő      | Helyezés |
| ------------- | ------------ | -------- | -------- |
| Paul Medhurst | Férfi egyéni | 1:10,167 | 19.      |

Üldözőversenyek
| Versenyző                                           | Versenyszám  | Selejtező | Selejtező | Nyolcaddöntő | Nyolcaddöntő | Nyolcaddöntő | Negyeddöntő                                                                                             | Negyeddöntő | Negyeddöntő | Elődöntő                                                                            | Elődöntő  | Elődöntő | Döntő | Döntő     | Helyezés |
| Versenyző                                           | Versenyszám  | Idő       | Hely.     | Ellenfél Idő | Saját idő    | Hely.        | Ellenfél Idő                                                                                            | Saját idő   | Hely.       | Ellenfél Idő                                                                        | Saját idő | Hely.    | Ellenfél Idő                                                                                                 | Saját idő | Helyezés |
| --------------------------------------------------- | ------------ | --------- | --------- | ------------ | ------------ | ------------ | --- | ----------- | ----------- | ----------------------------------------------------------------------------------- | --------- | -------- | --- | --------- | -------- |
| Ian Hallam                                          | Férfi egyéni | 5:02,47   | 20.       | kiesett      | kiesett      | kiesett      | kiesett                                                                                                 | kiesett     | kiesett     | kiesett                                                                             | kiesett   | kiesett  | kiesett | kiesett   | 20.      |
| Ian Banbury Michael Bennett Robin Croker Ian Hallam | Férfi csapat | 4:26,22   | 4.        |              |              |              | Lengyelország (POL) · Jan Jankiewicz · Czesław Lang · Krzysztof Sujka · Zbigniew Szczepkowski · 4:27,13 | 4:23,78     | 4.          | NSZK (FRG) · Gregor Braun · Hans Lutz · Günther Schumacher · Peter Vonhof · 4:23,04 | 4:28,24   | 4.       | Bronzmérkőzés · NDK (GDR) · Norbert Dürpisch · Thomas Huschke · Uwe Unterwalder · Matthias Wiegand · 4:22,75 | 4:22,41   |          |

## Lovaglás
Díjlovaglás
| Versenyző                                         | Ló                       | Versenyszám | Selejtező | Selejtező | Döntő   | Döntő    |
| Versenyző                                         | Ló                       | Versenyszám | Pont      | Hely.     | Pont    | Helyezés |
| ------------------------------------------------- | ------------------------ | ----------- | --------- | --------- | ------- | -------- |
| Jennie Loriston-Clarke                            | Kadett                   | Egyéni      | 1375      | 22.*      | kiesett | kiesett  |
| Diana Mason                                       | Special Ed               | Egyéni      | 1326      | 25.       | kiesett | kiesett  |
| Sarah Whitmore                                    | Junker                   | Egyéni      | 1375      | 22.*      | kiesett | kiesett  |
| Jennie Loriston-Clarke Diana Mason Sarah Whitmore | Kadett Special Ed Junker | Csapat      |           |           | 4,076   | 8.       |

Díjugratás
| Versenyző                                                       | Ló                              | Versenyszám | 1. forduló | 1. forduló | 2. forduló | 2. forduló | Összesen | Összesen |
| Versenyző                                                       | Ló                              | Versenyszám | Pont       | Hely.      | Pont       | Hely.      | Pont     | Helyezés |
| --------------------------------------------------------------- | ------------------------------- | ----------- | ---------- | ---------- | ---------- | ---------- | -------- | -------- |
| Graham Fletcher                                                 | Hideaway                        | Egyéni      | 20,00      | 30.        | kiesett    | kiesett    | 20,00    | 30.**    |
| Debbie Johnsey                                                  | Moxy                            | Egyéni      | 4,00       | 2.         | 8,00       | 3.         | 12,00    | 4.       |
| Peter Robeson                                                   | Law Court                       | Egyéni      | 4,00       | 2.         | 23,75      | 17.        | 27,75    | 14.      |
| Rowland Fernyhough Graham Fletcher Debbie Johnsey Peter Robeson | Bouncer Hideaway Moxy Law Court | Csapat      | 44,00      | 8.         | 32,00      | 5.         | 76,00    | 7.       |

Lovastusa
| Versenyző                                                                     | Ló                                    | Versenyszám | Díjlovaglás | Díjlovaglás | Tereplovaglás | Tereplovaglás | Díjugratás   | Díjugratás   | Végeredmény | Végeredmény |
| Versenyző                                                                     | Ló                                    | Versenyszám | Bünt.       | Hely.       | Bünt.         | Hely.         | Bünt.        | Hely.        | Bünt.       | Helyezés    |
| ----------------------------------------------------------------------------- | ------------------------------------- | ----------- | ----------- | ----------- | ------------- | ------------- | ------------ | ------------ | ----------- | ----------- |
| Anna Erzsébet Alíz Lujza                                                      | Goodwill                              | Egyéni      | 91,25       | 26.         | 204,80        | 27.           | 3,25         | 13.          | 299,30      | 24.         |
| Richard Meade                                                                 | Jacob Jones                           | Egyéni      | 73,75       | 12.         | 57,60         | 3.            | 10,00        | 14.          | 141,35      | 4.          |
| Lucinda Prior-Palmer-Green                                                    | Be Fair                               | Egyéni      | 62,91       | 5.          | 59,60         | 4.            | visszalépett | visszalépett | kiesett     | kiesett     |
| Hugh Thomas                                                                   | Playamar                              | Egyéni      | 85,00       | 16.         | 156,00        | 23.           | visszalépett | visszalépett | kiesett     | kiesett     |
| Anna Erzsébet Alíz Lujza Richard Meade Lucinda Prior-Palmer-Green Hugh Thomas | Goodwill Jacob Jones Be Fair Playamar | Csapat      | 221,66      | 3.          | 273,20        | 2.            | visszalépett | visszalépett | kiesett     | kiesett     |

* - két másik versenyzővel azonos eredményt ért el

** - öt másik versenyzővel azonos eredményt ért el

## Műugrás
Férfi
| Versenyző      | Versenyszám        | Selejtező | Selejtező | Döntő   | Döntő    |
| Versenyző      | Versenyszám        | Pont      | Helyezés  | Pont    | Helyezés |
| -------------- | ------------------ | --------- | --------- | ------- | -------- |
| Trevor Simpson | Egyéni műugrás     | 450,81    | 20.       | kiesett | kiesett  |
| Chris Snode    | Egyéni műugrás     | 479,79    | 18.       | kiesett | kiesett  |
| Martyn Brown   | Egyéni toronyugrás | 413,34    | 23.       | kiesett | kiesett  |

Női
| Versenyző     | Versenyszám    | Selejtező | Selejtező | Döntő   | Döntő    |
| Versenyző     | Versenyszám    | Pont      | Helyezés  | Pont    | Helyezés |
| ------------- | -------------- | --------- | --------- | ------- | -------- |
| Helen Koppell | Egyéni műugrás | 396,96    | 13.       | kiesett | kiesett  |

## Ökölvívás
| Versenyző        | Versenyszám   | Selejtező                      | 32-es főtábla                        | Nyolcaddöntő                  | Negyeddöntő                    | Elődöntő                              | Döntő             | Helyezés |
| Versenyző        | Versenyszám   | Ellenfél Eredmény              | Ellenfél Eredmény                    | Ellenfél Eredmény             | Ellenfél Eredmény              | Ellenfél Eredmény                     | Ellenfél Eredmény | Helyezés |
| ---------------- | ------------- | ------------------------------ | ------------------------------------ | ----------------------------- | ------------------------------ | ------------------------------------- | ----------------- | -------- |
| Charlie Magri    | Légsúly       | erőnyerő                       | Eric Quaotsey (GHA) · nem vett részt | Ian Clyde (CAN) · KO          | kiesett                        | kiesett                               | kiesett           | 9.       |
| Patrick Cowdell  | Harmatsúly    | erőnyerő                       | Leszek Borkowski (POL) · 5-0         | Alejandro Silva (PUR) · 5-0   | Reynaldo Fortaleza (PHI) · 4-1 | Ku Jongdzso (Gu Yeong-jo) (PRK) · 1-4 | kiesett           |          |
| Sylvester Mittee | Könnyűsúly    | erőnyerő                       | Simion Cuţov (ROU) · RSC             | kiesett                       | kiesett                        | kiesett                               | kiesett           | 15.      |
| Clinton McKenzie | Kisváltósúly  | Daniele Zappaterra (ITA) · 5-0 | Ismael Martínez (PUR) · 3-2          | Sugar Ray Leonard (USA) · 0-5 | kiesett                        | kiesett                               | kiesett           | 9.       |
| Colin Jones      | Váltósúly     | erőnyerő                       | Christy McLoughlin (IRL) · 5-0       | Victor Zilberman (ROU) · 0-5  | kiesett                        | kiesett                               | kiesett           | 9.       |
| Robert Davies    | Nagyváltósúly |                                | Wayne Devlin (AUS) · KO              | Alfredo Lemus (VEN) · 1-4     | kiesett                        | kiesett                               | kiesett           | 9.       |
| David Odwell     | Középsúly     |                                | Mohamed Saoud (MAR) · 5-0            | Dragomir Vujković (YUG) · 0-5 | kiesett                        | kiesett                               | kiesett           | 9.       |

## Öttusa
| Versenyző                                  | Versenyszám | Lovaglás | Lovaglás | Lovaglás | Lovaglás | Vívás    | Vívás | Vívás  | Lövészet | Lövészet | Lövészet | Úszás   | Úszás | Úszás | Futás   | Futás | Futás | Összesen    | Összesen |
| Versenyző                                  | Versenyszám | Idő      | Bünt.    | Pont     | Hely.    | Eredmény | Pont  | Hely.  | Pontszám | Pont     | Hely.    | Idő     | Pont  | Hely. | Idő     | Pont  | Hely. | Összes pont | Helyezés |
| ------------------------------------------ | ----------- | -------- | -------- | -------- | -------- | -------- | ----- | ------ | -------- | -------- | -------- | ------- | ----- | ----- | ------- | ----- | ----- | ----------- | -------- |
| Jeremy Fox                                 | Egyéni      | 1:44,9   | 0        | 1100     | 1.       | 23–22    | 784   | 18.*** | 187      | 846      | 30.      | 3:44,17 | 1080  | 34.   | 12:47,6 | 1264  | 6.    | 5074        | 15.      |
| Danny Nightingale                          | Egyéni      | 2:15,6   | 88       | 1012     | 34.      | 22–23    | 760   | 24.*   | 191      | 934      | 18.      | 3:32,67 | 1172  | 15.   | 12:32,2 | 1309  | 4.    | 5187        | 10.      |
| Adrian Parker                              | Egyéni      | 1:47,2   | 0        | 1100     | 5.       | 20–25    | 712   | 30.**  | 188      | 868      | 29.      | 3:24,25 | 1240  | 7.    | 12:09,5 | 1378  | 1.    | 5298        | 5.       |
| Jeremy Fox Danny Nightingale Adrian Parker | Csapat      |          |          | 3212     | 3.       |          | 2256  | 8.     |          | 2648     | 8.       |         | 3492  | 5.    |         | 3951  | 1.    | 15559       |          |

* - három másik versenyzővel azonos eredményt ért el

** - négy másik versenyzővel azonos eredményt ért el

*** - öt másik versenyzővel azonos eredményt ért el

## Sportlövészet
Nyílt
| Versenyző          | Versenyszám           | Pont | Helyezés |
| ------------------ | --------------------- | ---- | -------- |
| John Cooke         | Gyorstüzelő pisztoly  | 583  | 31.      |
| Brian Girling      | Gyorstüzelő pisztoly  | 587  | 15.      |
| Antal László       | Szabadpisztoly        | 553  | 12.      |
| John Anthony       | Futócéllövészet       | 537  | 23.      |
| John Gough         | Futócéllövészet       | 543  | 21.      |
| Alister Allan      | Sportpuska, fekvő     | 584  | 51.      |
| Anthony Greenfield | Sportpuska, fekvő     | 590  | 20.      |
| Malcolm Cooper     | Sportpuska, összetett | 1140 | 18.      |
| Barry Dagger       | Sportpuska, összetett | 1137 | 24.      |
| Peter Boden        | Trap                  | 169  | 28.      |
| Malcolm Jenkins    | Trap                  | 177  | 18.      |
| Brian Hebditch     | Skeet                 | 184  | 47.      |
| Joe Neville        | Skeet                 | 191  | 22.      |

## Súlyemelés
| Versenyző           | Versenyszám | Szakítás                 | Szakítás                 | Lökés    | Lökés    | Összesen | Helyezés |
| Versenyző           | Versenyszám | Eredmény                 | Helyezés                 | Eredmény | Helyezés | Összesen | Helyezés |
| ------------------- | ----------- | ------------------------ | ------------------------ | -------- | -------- | -------- | -------- |
| Precious McKenzie   | 52 kg       | 90,0                     | 14.                      | 110,0    | 14.      | 200,0    | 13.      |
| Victor Daniels      | 60 kg       | 100,0                    | 14.                      | 127,5    | 13.      | 227,5    | 13.      |
| Kevin Welch-Kennedy | 67,5 kg     | 127,5                    | 8.                       | 155,0    | 8.       | 282,5    | 9.       |
| Alan Winterbourne   | 67,5 kg     | 115,0                    | 19.                      | 152,5    | 10.      | 267,5    | 15.      |
| Gary Langford       | 90 kg       | 147,5                    | 11.                      | 180,0    | 9.       | 327,5    | 9.       |
| Kenneth Price       | 90 kg       | 137,5                    | 16.                      | 170,0    | 13.      | 307,5    | 13.      |
| John Burns          | 110 kg      | 157,5                    | 11.                      | 190,0    | 15.      | 347,5    | 14.      |
| Brian Strange       | 110 kg      | érvényes kísérlet nélkül | érvényes kísérlet nélkül | kiesett  | kiesett  | kiesett  | kiesett  |

## Torna
Férfi
| Versenyző     | Versenyszám      | Selejtező | Selejtező | Döntő    | Döntő    |
| Versenyző     | Versenyszám      | Pontszám  | Helyezés  | Pontszám | Helyezés |
| ------------- | ---------------- | --------- | --------- | -------- | -------- |
| Jeffrey Davis | Talaj            | 17,45     | 71.       | kiesett  | kiesett  |
| Jeffrey Davis | Ugrás            | 18,40     | 54.       | kiesett  | kiesett  |
| Jeffrey Davis | Korlát           | 16,90     | 84.       | kiesett  | kiesett  |
| Jeffrey Davis | Nyújtó           | 16,95     | 83.       | kiesett  | kiesett  |
| Jeffrey Davis | Gyűrű            | 16,65     | 88.       | kiesett  | kiesett  |
| Jeffrey Davis | Lólengés         | 16,15     | 89.       | kiesett  | kiesett  |
| Jeffrey Davis | Egyéni összetett | 102,50    | 85.       | kiesett  | kiesett  |
| Ian Neale     | Talaj            | 17,90     | 50.       | kiesett  | kiesett  |
| Ian Neale     | Ugrás            | 18,50     | 44.       | kiesett  | kiesett  |
| Ian Neale     | Korlát           | 17,00     | 83.       | kiesett  | kiesett  |
| Ian Neale     | Nyújtó           | 17,30     | 75.       | kiesett  | kiesett  |
| Ian Neale     | Gyűrű            | 16,45     | 90.       | kiesett  | kiesett  |
| Ian Neale     | Lólengés         | 18,25     | 47.       | kiesett  | kiesett  |
| Ian Neale     | Egyéni összetett | 105,40    | 73.       | kiesett  | kiesett  |
| Tommy Wilson  | Talaj            | 16,50     | 89.       | kiesett  | kiesett  |
| Tommy Wilson  | Ugrás            | 17,70     | 85.       | kiesett  | kiesett  |
| Tommy Wilson  | Korlát           | 17,20     | 81.       | kiesett  | kiesett  |
| Tommy Wilson  | Nyújtó           | 17,15     | 79.       | kiesett  | kiesett  |
| Tommy Wilson  | Gyűrű            | 17,50     | 74.       | kiesett  | kiesett  |
| Tommy Wilson  | Lólengés         | 17,40     | 74.       | kiesett  | kiesett  |
| Tommy Wilson  | Egyéni összetett | 103,45    | 82.       | kiesett  | kiesett  |

Női
| Versenyző          | Versenyszám      | Selejtező | Selejtező | Döntő    | Döntő    |
| Versenyző          | Versenyszám      | Pontszám  | Helyezés  | Pontszám | Helyezés |
| ------------------ | ---------------- | --------- | --------- | -------- | -------- |
| Susan Cheesebrough | Talaj            | 18,10     | 76.       | kiesett  | kiesett  |
| Susan Cheesebrough | Ugrás            | 17,90     | 81.       | kiesett  | kiesett  |
| Susan Cheesebrough | Felemás korlát   | 18,10     | 75.       | kiesett  | kiesett  |
| Susan Cheesebrough | Gerenda          | 17,35     | 75.       | kiesett  | kiesett  |
| Susan Cheesebrough | Egyéni összetett | 71,45     | 79.**     | kiesett  | kiesett  |
| Avril Lennox       | Talaj            | 18,50     | 54.       | kiesett  | kiesett  |
| Avril Lennox       | Ugrás            | 18,55     | 44.       | kiesett  | kiesett  |
| Avril Lennox       | Felemás korlát   | 18,60     | 53.       | kiesett  | kiesett  |
| Avril Lennox       | Gerenda          | 18,00     | 49.       | kiesett  | kiesett  |
| Avril Lennox       | Egyéni összetett | 73,65     | 53.*      | 73,875   | 35.      |
| Barbara Slater     | Talaj            | 18,25     | 73.       | kiesett  | kiesett  |
| Barbara Slater     | Ugrás            | 18,40     | 56.       | kiesett  | kiesett  |
| Barbara Slater     | Felemás korlát   | 18,25     | 68.       | kiesett  | kiesett  |
| Barbara Slater     | Gerenda          | 17,70     | 63.       | kiesett  | kiesett  |
| Barbara Slater     | Egyéni összetett | 72,60     | 68.**     | kiesett  | kiesett  |

* - egy másik versenyzővel azonos eredményt ért el

** - két másik versenyzővel azonos eredményt ért el

## Úszás
Férfi
| Versenyző                                                                                 | Versenyszám            | Előfutam | Előfutam | Előfutam | Elődöntő | Elődöntő | Elődöntő | Döntő   | Döntő    |
| Versenyző                                                                                 | Versenyszám            | Idő      | Hely.    | Össz.    | Idő      | Hely.    | Össz.    | Idő     | Helyezés |
| ----------------------------------------------------------------------------------------- | ---------------------- | -------- | -------- | -------- | -------- | -------- | -------- | ------- | -------- |
| Kevin Burns                                                                               | 100 m gyors            | 53,23    | 4.       | 16.*     | kiesett  | kiesett  | kiesett  | kiesett | kiesett  |
| Martin Smith                                                                              | 100 m gyors            | 53,17    | 3.       | 13.      | 53,11    | 7.       | 15.      | kiesett | kiesett  |
| Brian Brinkley                                                                            | 200 m pillangó         | 2:01,93  | 2.       | 6.       |          |          |          | 2:01,49 | 6.       |
| Brian Brinkley                                                                            | 200 m gyors            | 1:53,07  | 2.       | 9.       |          |          |          | kiesett | kiesett  |
| Gordon Downie                                                                             | 200 m gyors            | 1:52,47  | 2.       | 6.       |          |          |          | 1:52,78 | 7.       |
| Gordon Downie                                                                             | 400 m gyors            | 4:01,00  | 3.       | 14.      |          |          |          | kiesett | kiesett  |
| Alan McClatchey                                                                           | 400 m gyors            | 4:02,09  | 3.       | 15.      |          |          |          | kiesett | kiesett  |
| Alan McClatchey                                                                           | 200 m gyors            | 1:55,84  | 4.       | 25.      |          |          |          | kiesett | kiesett  |
| Alan McClatchey                                                                           | 400 m vegyes           | 4:34,31  | 3.       | 12.      |          |          |          | kiesett | kiesett  |
| Duncan Cleworth                                                                           | 400 m vegyes           | 4:42,25  | 5.       | 22.      |          |          |          | kiesett | kiesett  |
| Jim Carter                                                                                | 400 m vegyes           | 4:41,25  | 4.       | 20.      |          |          |          | kiesett | kiesett  |
| Jim Carter                                                                                | 100 m hát              | 1:00,39  | 3.       | 18.      | kiesett  | kiesett  | kiesett  | kiesett | kiesett  |
| Jim Carter                                                                                | 200 m hát              | 2:08,05  | 2.       | 15.      |          |          |          | kiesett | kiesett  |
| Peter Lerpiniere                                                                          | 200 m hát              | 2:09,88  | 6.       | 23.      |          |          |          | kiesett | kiesett  |
| Gary Abraham                                                                              | 100 m hát              | 1:00,61  | 4.       | 22.      | kiesett  | kiesett  | kiesett  | kiesett | kiesett  |
| David Parker                                                                              | 1500 m gyors           | 15:46,60 | 3.       | 12.      |          |          |          | kiesett | kiesett  |
| Paul Sparkes                                                                              | 1500 m gyors           | 15:59,04 | 4.       | 19.      |          |          |          | kiesett | kiesett  |
| Duncan Goodhew                                                                            | 100 m mell             | 1:04,92  | 1.       | 4.       | 1:04,59  | 3.       | 6.       | 1:04,66 | 7.       |
| David Leigh                                                                               | 100 m mell             | 1:06,12  | 1.       | 13.      | 1:05,91  | 7.       | 13.      | kiesett | kiesett  |
| David Leigh                                                                               | 200 m mell             | 2:25,58  | 4.       | 16.      |          |          |          | kiesett | kiesett  |
| Paul Naisby                                                                               | 200 m mell             | kizárták | kizárták | kizárták |          |          |          | kiesett | kiesett  |
| David Wilkie                                                                              | 200 m mell             | 2:18,29  | 1.       | 1.       |          |          |          | 2:15,11 |          |
| David Wilkie                                                                              | 100 m mell             | 1:05,19  | 1.*      | 5.*      | 1:04,29  | 1.       | 4.       | 1:03,43 |          |
| Richard Iredale                                                                           | 100 m pillangó         | 58,50    | 5.       | 31.      | kiesett  | kiesett  | kiesett  | kiesett | kiesett  |
| John Mills                                                                                | 100 m pillangó         | 56,53    | 2.       | 8.       | 56,54    | 5.       | 10.      | kiesett | kiesett  |
| Jon Jon Park                                                                              | 100 m pillangó         | 57,42    | 5.       | 20.      | kiesett  | kiesett  | kiesett  | kiesett | kiesett  |
| Gordon Hewit                                                                              | 200 m pillangó         | 2:07,60  | 5.       | 27.      |          |          |          | kiesett | kiesett  |
| Sean Maher                                                                                | 200 m pillangó         | 2:05,95  | 1.       | 19.      |          |          |          | kiesett | kiesett  |
| Alan McClatchey David Dunne Gordon Downie Brian Brinkley                                  | 4 × 200 m gyorsváltó   | 7:37,92  | 2.       | 4.       |          |          |          | 7:32,11 |          |
| Jim Carter David Wilkie John Mills Brian Brinkley Gary Abraham Duncan Goodhew Kevin Burns | 4 × 100 m vegyes váltó | 3:52,35  | 2.       | 4.       |          |          |          | 3:49,56 | 4.       |

| Versenyző   | Versenyszám | Szétúszás az elődöntőért | Szétúszás az elődöntőért |
| Versenyző   | Versenyszám | Idő                      | Helyezés                 |
| ----------- | ----------- | ------------------------ | ------------------------ |
| Kevin Burns | 100 m gyors | 53,11                    | 2.                       |

Női
| Versenyző                                               | Versenyszám            | Előfutam | Előfutam | Előfutam | Elődöntő | Elődöntő | Elődöntő | Döntő   | Döntő    |
| Versenyző                                               | Versenyszám            | Idő      | Hely.    | Össz.    | Idő      | Hely.    | Össz.    | Idő     | Helyezés |
| ------------------------------------------------------- | ---------------------- | -------- | -------- | -------- | -------- | -------- | -------- | ------- | -------- |
| Elaine Gray                                             | 100 m gyors            | 1:00,31  | 4.       | 24.      | kiesett  | kiesett  | kiesett  | kiesett | kiesett  |
| Susan Edmondson                                         | 100 m gyors            | 1:00,64  | 3.       | 28.      | kiesett  | kiesett  | kiesett  | kiesett | kiesett  |
| Susan Edmondson                                         | 200 m gyors            | 2:10,08  | 5.       | 26.      |          |          |          | kiesett | kiesett  |
| Susan Edmondson                                         | 400 m gyors            | 4:33,33  | 6.       | 23.      |          |          |          | kiesett | kiesett  |
| Susan Barnard                                           | 400 m gyors            | 4:30,05  | 3.       | 19.      |          |          |          | kiesett | kiesett  |
| Susan Barnard                                           | 200 m gyors            | 2:08,76  | 5.       | 23.      |          |          |          | kiesett | kiesett  |
| Ann Bradshaw                                            | 200 m gyors            | 2:10,93  | 6.       | 28.      |          |          |          | kiesett | kiesett  |
| Ann Bradshaw                                            | 400 m vegyes           | 5:10,82  | 4.       | 16.      |          |          |          | kiesett | kiesett  |
| Susan Richardson                                        | 400 m vegyes           | 5:06,39  | 4.       | 11.      |          |          |          | kiesett | kiesett  |
| Anne Adams                                              | 400 m vegyes           | 5:09,60  | 3.       | 14.      |          |          |          | kiesett | kiesett  |
| Anne Adams                                              | 200 m pillangó         | 2:22,62  | 5.       | 23.      |          |          |          | kiesett | kiesett  |
| Jane Alexander                                          | 200 m pillangó         | 2:26,61  | 7.       | 30.      |          |          |          | kiesett | kiesett  |
| Jane Alexander                                          | 100 m pillangó         | 1:06,33  | 5.       | 29.      | kiesett  | kiesett  | kiesett  | kiesett | kiesett  |
| Sue Jenner                                              | 100 m pillangó         | 1:04,19  | 3.       | 15.      | 1:04,06  | 8.       | 14.*     | kiesett | kiesett  |
| Joanne Atkinson                                         | 100 m pillangó         | 1:04,70  | 3.       | 19.      | kiesett  | kiesett  | kiesett  | kiesett | kiesett  |
| Joanne Atkinson                                         | 200 m pillangó         | 2:21,23  | 5.       | 18.      |          |          |          | kiesett | kiesett  |
| Amanda James                                            | 100 m hát              | 1:07,28  | 4.       | 23.      | kiesett  | kiesett  | kiesett  | kiesett | kiesett  |
| Joy Beasley                                             | 100 m hát              | 1:06,66  | 5.       | 21.      | kiesett  | kiesett  | kiesett  | kiesett | kiesett  |
| Joy Beasley                                             | 200 m hát              | 2:25,14  | 5.       | 20.      |          |          |          | kiesett | kiesett  |
| Sharron Davies                                          | 200 m hát              | 2:24,94  | 5.       | 19.      |          |          |          | kiesett | kiesett  |
| Kim Wilkinson                                           | 200 m hát              | 2:26,53  | 6.       | 24.      |          |          |          | kiesett | kiesett  |
| Helen Burnham                                           | 100 m mell             | 1:17,31  | 5.       | 26.      | kiesett  | kiesett  | kiesett  | kiesett | kiesett  |
| Christine Jarvis                                        | 100 m mell             | 1:14,94  | 3.       | 10.      | 1:14,59  | 6.       | 10.      | kiesett | kiesett  |
| Christine Jarvis                                        | 200 m mell             | 2:41,61  | 4.       | 14.      |          |          |          | kiesett | kiesett  |
| Debbie Rudd                                             | 200 m mell             | 2:38,26  | 2.       | 6.       |          |          |          | 2:39,01 | 8.       |
| Maggie Kelly-Hohmann                                    | 200 m mell             | 2:39,01  | 1.       | 7.       |          |          |          | 2:38,37 | 7.       |
| Maggie Kelly-Hohmann                                    | 100 m mell             | 1:14,23  | 2.       | 5.       | 1:13,57  | 3.       | 4.       | 1:14,20 | 7.       |
| Debbie Hill Ann Bradshaw Susan Edmondson Elaine Gray    | 4 × 100 m gyorsváltó   | 4:00,97  | 5.       | 11.      |          |          |          | kiesett | kiesett  |
| Joy Beasley Maggie Kelly-Hohmann Sue Jenner Debbie Hill | 4 × 100 m vegyes váltó | 4:23,91  | 3.       | 6.       |          |          |          | 4:23,25 | 6.       |

* - egy másik versenyzővel azonos időt ért el

## Vitorlázás
Nyílt
| Versenyző                                               | Versenyszám     | Futam | Futam  | Futam | Futam  | Futam  | Futam  | Futam  | Pontszám | Helyezés |
| Versenyző                                               | Versenyszám     | 1     | 2      | 3     | 4      | 5      | 6      | 7      | Pontszám | Helyezés |
| ------------------------------------------------------- | --------------- | ----- | ------ | ----- | ------ | ------ | ------ | ------ | -------- | -------- |
| David Howlett                                           | Finn dingi      | 13,0  | 0,0    | 25,0  | (29,0) | 28,0   | 11,7   | 0,0    | 77,7     | 7.       |
| Derek Clark Philip Crebbin                              | 470-es osztály  | 23,0  | (37,0) | 0,0   | 5,7    | 25,0   | 10,0   | 5,7    | 69,4     | 6.       |
| David Hunt Alan Warren                                  | Tempest         | 18,0  | 18,0   | 20,0  | 15,0   | 19,0   | (22,0) | 14,0   | 104,0    | 14.      |
| John Osborn Reginald White                              | Tornádó         | 0,0   | 0,0    | 10,0  | 0,0    | 8,0    | 0,0    | (20,0) | 18,0     |          |
| Julian Brooke-Houghton Rodney Pattisson                 | Repülő hollandi | 0,0   | 3,0    | 8,0   | 5,7    | (24,0) | 18,0   | 17,0   | 51,7     |          |
| Michael Baker-Harber Barry Dunning Iain MacDonald-Smith | Soling          | 21,0  | 22,0   | 10,0  | 19,0   | 14,0   | 16,0   | (30,0) | 102,0    | 13.      |

## Vívás
Férfi
| Versenyző                                                              | Versenyszám       | Selejtező | Selejtező | Selejtező | Selejtező            | Selejtező | Selejtező | Főtábla                      | Főtábla                                     | Vigaszág                      | Vigaszág          | Vigaszág          | Döntő                                     | Döntő                                     | Helyezés |
| Versenyző                                                              | Versenyszám       | 1. kör | 1. kör    | 2. kör | 2. kör               | 3. kör | 3. kör    | 1. kör                       | 2. kör                                      | 1. kör                        | 2. kör            | 3. kör            | Döntő                                     | Döntő                                     | Helyezés |
| Versenyző                                                              | Versenyszám       | Ellenfél Eredmény | Hely.     | Ellenfél Eredmény | Hely.                | Ellenfél Eredmény | Hely.     | Ellenfél Eredmény            | Ellenfél Eredmény                           | Ellenfél Eredmény             | Ellenfél Eredmény | Ellenfél Eredmény | Ellenfél Eredmény                         | Hely.                                     | Helyezés |
| ---------------------------------------------------------------------- | ----------------- | --- | --------- | --- | -------------------- | --- | --------- | ---------------------------- | ------------------------------------------- | ----------------------------- | ----------------- | ----------------- | ----------------------------------------- | ----------------------------------------- | -------- |
| Rob Bruniges                                                           | Tőr, egyéni       | E. csoport · Komatist József (HUN) · 2-5 · Frédéric Pietruszka (FRA) · 5-4 · Carlo Montano (ITA) · 5-4 · Jamal Ameen (KUW) · 5-1 · Michel Dessureault (CAN) · 4-5                       | 4.        | B. csoport · František Koukal (TCH) · 3-5 · Vlagyimir Gyenyiszov (URS) · 4-5 · Harald Hein (FRG) · 5-2 · Marty Lang (USA) · 5-2 · Patrice Gaille (SUI) · 4-5           | 3.                   | D. csoport · Christian Noël (FRA) · 2-5 · Fabio Dal Zotto (ITA) · 1-5 · Vaszil Sztankovics (URS) · 1-5 · Lech Koziejowski (POL) · 3-5 · Ed Donofrio (USA) · 5-4    | 6.        | kiesett                      | kiesett                                     | kiesett                       | kiesett           | kiesett           | kiesett                                   | kiesett                                   | 23.      |
| Barry Paul                                                             | Tőr, egyéni       | B. csoport · Mihai Ţiu (ROU) · 3-5 · Enrique Salvat (CUB) · 2-5 · Bernard Talvard (FRA) · 5-2 · Ernest Simon (AUS) · 5-4 · Ng Wing Biu (HKG) · 5-4 · Abdul Nasser Al-Sayegh (KUW) · 5-2 | 4.        | F. csoport · Aljakszandr Ramanykov (URS) · 2-5 · Jorge Garbey (CUB) · 2-5 · Marek Dąbrowski (POL) · 3-5 · Kavacu Maszanori (JPN) · 4-5 · Greg Benko (AUS) · 5-2        | 6.                   | kiesett | kiesett   | kiesett                      | kiesett                                     | kiesett                       | kiesett           | kiesett           | kiesett                                   | kiesett                                   | 31.      |
| Graham Paul                                                            | Tőr, egyéni       | F. csoport · Somodi Lajos (HUN) · 4-5 · František Koukal (TCH) · 4-5 · Patrice Gaille (SUI) · 1-5 · Thierry Soumagne (BEL) · 5-1 · Göran Malkar (SWE) · 5-0                             | 4.        | E. csoport · Bernard Talvard (FRA) · 4-5 · Ziemek Wojciechowski (POL) · 4-5 · Enrique Salvat (CUB) · 3-5 · Carlo Montano (ITA) · 5-1 · Szató Norijuki (JPN) · 5-4      | 4.                   | C. csoport · Aljakszandr Ramanykov (URS) · 2-5 · Klaus Haertter (GDR) · 1-5 · Bernard Talvard (FRA) · 2-5 · Komatist József (HUN) · 5-3 · Jorge Garbey (CUB) · 4-5 | 6.        | kiesett                      | kiesett                                     | kiesett                       | kiesett           | kiesett           | kiesett                                   | kiesett                                   | 20.      |
| Timothy Belson                                                         | Párbajtőr, egyéni | C. csoport · Thierry Soumagne (BEL) · 2-5 · Osztrics István (HUN) · 2-5 · Nicola Granieri (ITA) · 5-3 · Alain Dansereau (CAN) · 5-1                                                     | 4.        | kiesett | kiesett              | kiesett | kiesett   | kiesett                      | kiesett                                     | kiesett                       | kiesett           | kiesett           | kiesett                                   | kiesett                                   | 39.      |
| Edward Bourne                                                          | Párbajtőr, egyéni | H. csoport · Nils Koppang (NOR) · 3-5 · George Masin (USA) · 5-3 · Sneh Chousurin (THA) · 5-2 · Sarkis Assatourian (IRI) · 5-0 · Marcello Bertinetti (ITA) · 5-2                        | 1.        | B. csoport · Rolf Edling (SWE) · 0-5 · François Suchanecki (SUI) · 4-5 · Nicola Granieri (ITA) · 2-5 · Jaroslav Jurka (TCH) · 5-4 · Herbert Lindner (AUT) · 5-2        | 5.                   | kiesett | kiesett   | kiesett                      | kiesett                                     | kiesett                       | kiesett           | kiesett           | kiesett                                   | kiesett                                   | 28.      |
| Ralph Johnson                                                          | Párbajtőr, egyéni | A. csoport · Alexander Pusch (FRG) · 5-1 · Geza Tatrallyay (CAN) · 5-1 · Juan Daniel Pirán (ARG) · 5-0 · John Pezza (ITA) · 4-5                                                         | 1.        | F. csoport · Hans-Jürgen Hehn (FRG) · 4-5 · Philippe Boisse (FRA) · 3-5 · Jerzy Janikowski (POL) · 5-4 · Omar Vergara (ARG) · 5-1 · Alekszandr Abusahmetov (URS) · 4-5 | 4.                   | C. csoport · John Pezza (ITA) · 4-5 · Hans Jacobson (SWE) · 4-5 · Jerzy Janikowski (POL) · 5-5 · Borisz Lukomszkij (URS) · 5-2 · Paul Szabo (ROU) · 2-5            | 3.        | Osztrics István (HUN) · 5-10 |                                             | Hans-Jürgen Hehn (FRG) · 5-10 | kiesett           | kiesett           | kiesett                                   | kiesett                                   | 13.      |
| Richard Cohen                                                          | Kard, egyéni      | H. csoport · Mario Aldo Montano (ITA) · 4-5 · Francisco de la Torre (CUB) · 5-3 · Miroszlav Dudekov (BUL) · 5-2 · Sutipong Santitavakul (THA) · 5-2                                     | 2.        | A. csoport · Francisco de la Torre (CUB) · 3-5 · Ioan Pop (ROU) · 1-5 · Anani Mihajlov (BUL) · 4-5 · Paul Apostol (USA) · 3-5 · Taweewat Horrapun (THA) · 5-1          | 5.                   | kiesett | kiesett   | kiesett                      | kiesett                                     | kiesett                       | kiesett           | kiesett           | kiesett                                   | kiesett                                   | 27.      |
| John Deanfield                                                         | Kard, egyéni      | B. csoport · Anani Mihajlov (BUL) · 1-5 · Paul Apostol (USA) · 4-5 · Jacek Bierkowski (POL) · 5-3 · Ahmed Eskandarpour (IRI) · 4-5                                                      | 4.        | F. csoport · Mario Aldo Montano (ITA) · 1-5 · Gedővári Imre (HUN) · 2-5 · Jacek Bierkowski (POL) · 2-5 · Tycho Weißgerber (FRG) · 3-5 · Marc Lavoie (CAN) · 4-5        | 6.                   | kiesett | kiesett   | kiesett                      | kiesett                                     | kiesett                       | kiesett           | kiesett           | kiesett                                   | kiesett                                   | 31.      |
| Peter Mather                                                           | Kard, egyéni      | C. csoport · Ioan Pop (ROU) · 0-5 · Peter Westbrook (USA) · 1-5 · Marót Péter (HUN) · 3-5 · Juan Gavajda (ARG) · 5-2                                                                    | 4.        | C. csoport · Viktor Krovopuszkov (URS) · 2-5 · Dan Irimiciuc (ROU) · 1-5 · Marót Péter (HUN) · 2-5 · Régis Bonnissent (FRA) · 0-5 · Guzman Salazar (CUB) · 1-5         | 6.                   | kiesett | kiesett   | kiesett                      | kiesett                                     | kiesett                       | kiesett           | kiesett           | kiesett                                   | kiesett                                   | 34.      |
| Nick Bell Rob Bruniges Geoffrey Grimmett Barry Paul Graham Paul        | Tőr, csapat       | A. csoport · Románia (ROU) · 8 (59)-8 (52) · Szovjetunió (URS) · 3-9 | 2.        | |                      | |           | Franciaország (FRA) · 3-9    | 5–6. helyért · Egyesült Államok (USA) · 8-7 |                               |                   |                   | Az 5. helyért · Lengyelország (POL) · 1-9 | Az 5. helyért · Lengyelország (POL) · 1-9 | 6.       |
| Martin Beevers Timothy Belson Edward Bourne Bill Hoskyns Ralph Johnson | Párbajtőr, csapat | A. csoport · Ausztria (AUT) · 11-5 · NSZK (FRG) · 5-9 | 2.        | Norvégia (NOR) · 5-8 | Norvégia (NOR) · 5-8 | |           | kiesett                      | kiesett                                     |                               |                   |                   | kiesett                                   | kiesett                                   | 9.       |
| Richard Cohen John Deanfield Bill Hoskyns Peter Mather                 | Kard, csapat      | C. csoport · Kuba (CUB) · 5-11 · Románia (ROU) · 2-14 | 3.        | |                      | |           | kiesett                      | kiesett                                     |                               |                   |                   | kiesett                                   | kiesett                                   | 9.       |

Női
| Versenyző                                                                              | Versenyszám | Selejtező | Selejtező | Selejtező | Selejtező | Selejtező | Selejtező | Főtábla                                | Főtábla                                            | Vigaszág                 | Vigaszág          | Vigaszág          | Döntő csoport     | Döntő csoport | Helyezés |
| Versenyző                                                                              | Versenyszám | 1. kör | 1. kör    | 2. kör | 2. kör    | 3. kör | 3. kör    | 1. kör                                 | 2. kör                                             | 1. kör                   | 2. kör            | 3. kör            | Döntő csoport     | Döntő csoport | Helyezés |
| Versenyző                                                                              | Versenyszám | Ellenfél Eredmény | Hely.     | Ellenfél Eredmény | Hely.     | Ellenfél Eredmény | Hely.     | Ellenfél Eredmény                      | Ellenfél Eredmény                                  | Ellenfél Eredmény        | Ellenfél Eredmény | Ellenfél Eredmény | Ellenfél Eredmény | Hely.         | Helyezés |
| -------------------------------------------------------------------------------------- | ----------- | --- | --------- | --- | --------- | --- | --------- | -------------------------------------- | -------------------------------------------------- | ------------------------ | ----------------- | ----------------- | ----------------- | ------------- | -------- |
| Wendy Ager-Grant                                                                       | Tőr, egyéni | C. csoport · Jelena Belova (URS) · 3-5 · Ana Derșidan-Ene-Pascu (ROU) · 5-4 · Bóbis Ildikó (HUN) · 5-3 · Ann O'Donnell (USA) · 5-1                                          | 2.        | C. csoport · Helen Smith (AUS) · 4-5 · Cornelia Hanisch (FRG) · 1-5 · Barbara Wysoczańska (POL) · 5-2 · Giulia Lorenzoni (ITA) · 5-4 · Donna Hennyey (CAN) · 5-3                | 4.        | C. csoport · Maria Consolata Collino (ITA) · 3-5 · Olga Knyazeva (URS) · 1-5 · Bóbis Ildikó (HUN) · 3-5 · Kerstin Palm (SWE) · 2-5 · Brigitte Latrille (FRA) · 5-4                            | 6.        | kiesett                                | kiesett                                            | kiesett                  | kiesett           | kiesett           | kiesett           | kiesett       | 22.      |
| Clare Henley-Halsted                                                                   | Tőr, egyéni | H. csoport · Cornelia Hanisch (FRG) · 4-5 · Maria Consolata Collino (ITA) · 5-3 · Nili Drori (ISR) · 5-0 · Nikki Franke (USA) · 5-2 · Mahvash Shafaie (IRI) · 5-2           | 2.        | F. csoport · Brigitte Latrille (FRA) · 1-5 · Micheline Borghs (BEL) · 2-5 · Maria Consolata Collino (ITA) · 5-3 · Rejtő Ildikó (HUN) · 5-0 · Oka Hideko (JPN) · 5-3             | 4.        | A. csoport · Stahl Jencsik Katalin (ROU) · 3-5 · Katarína Lokšová-Ráczová (TCH) · 3-5 · Grażyna Staszak-Makowska (POL) · 4-5 · Brigitte Oertel (FRG) · 2-5 · Valentyina Szidorova (URS) · 5-2 | 6.        | kiesett                                | kiesett                                            | kiesett                  | kiesett           | kiesett           | kiesett           | kiesett       | 19.      |
| Susan Wrigglesworth                                                                    | Tőr, egyéni | I. csoport · Brigitte Latrille (FRA) · 5-3 · Grażyna Staszak-Makowska (POL) · 5-2 · Jhila Al-Masi (IRI) · 5-3 · Dinorah Enríquez (PUR) · 5-3 · Micheline Borghs (BEL) · 4-5 | 2.        | E. csoport · Nili Drori (ISR) · 5-0 · Grażyna Staszak-Makowska (POL) · 5-2 · Claudine le Comte (BEL) · 5-3 · Stahl Jencsik Katalin (ROU) · 3-5 · Carola Mangiarotti (ITA) · 1-5 | 3.        | B. csoport · Cornelia Hanisch (FRG) · 5-3 · Claudette Herbster-Josland (FRA) · 5-3 · Helen Smith (AUS) · 5-4 · Barbara Wysoczańska (POL) · 5-4 · Marie-Paule Van Eyck (BEL) · 4-5             | 1.        | Claudette Herbster-Josland (FRA) · 7-8 |                                                    | Bóbis Ildikó (HUN) · 3-8 | kiesett           | kiesett           | kiesett           | kiesett       | 13.      |
| Wendy Ager-Grant Hilary Cawthorne Susan Green Clare Henley-Halsted Susan Wrigglesworth | Tőr, csapat | D. csoport · Egyesült Államok (USA) · 9-7 · Irán (IRI) · 9-7 · Olaszország (ITA) · 2-9                                                                                      | 2.        | |           | |           | Magyarország (HUN) · 2-9               | 5–6. helyért · Lengyelország (POL) · 8 (64)-8 (66) |                          |                   |                   | kiesett           | kiesett       | 7.       |